# 丹羽藤吉郎
丹羽 藤吉郎（にわ とうきちろう、1856年3月8日（安政3年2月2日）- 1930年（昭和5年）3月12日）は、日本の薬学者である。

## 経歴・人物
佐賀藩士だった丹羽与左衛門の次男として生まれる。佐賀藩校を経て、廃藩置県により1871年（明治4年）に大学校に入学し、当時お雇い外国人として来日していたドイツ人のヤーコプ・カデルリー（カドリーとも、1827年 - 1874年）からドイツ語を学んだ。その後同学校は東京帝国大学（現在の東京大学）に名称変更し、1873年（明治6年）に初めドイツ語学科に入学にし、フグ毒に関する研究に携わる田原良純らが所属した製薬学科に移る。この頃に同じくお雇い外国人として来日していたドイツ人のアレクサンダー・ランガルトに師事し、製薬化学の研究に携わった。
1878年（明治11年）に卒業後は、1880年（明治13年）に日本薬学会の設立に携わり、翌1881年（明治14年）からは母校の助教授も務める。1886年（明治19年）には学制改革により、学科廃止に不満を持ち、撤回のために当時文部大臣を務めていた森有礼に直言し復活させる事に成功した。1900年（明治33年）より留学のためドイツに留学し、ベルリン大学にて同大学の教授だったヘルマン・トームスに師事し、再度製薬化学の研究に携わる。この成果により帰国後教授に昇格し、インディゴの合成開発やカフェイン製造の実現に携わった。後に薬学博士を取得し、の後は日本薬品工業学会の設立にも携わり、後に初代会長を務める。この頃に大日本帝国陸軍に向けた火薬安定剤の指導及び寄与や附属病院の初代薬局長、日本製薬協会及び日本薬剤師会の会長等も任し医薬分業に貢献した。また晩年には日本薬学会の会長を死去するまで3代に渡り務めた。墓所は多磨霊園。